# Jinsuo Xiang
Jinsuo Xiang (kinesiska: 金所, 金所乡) är en socken i Kina. Den ligger i provinsen Yunnan, i den sydvästra delen av landet, omkring 73 kilometer nordost om provinshuvudstaden Kunming.
Genomsnittlig årsnederbörd är 939 millimeter. Den regnigaste månaden är juni, med i genomsnitt 217 mm nederbörd, och den torraste är januari, med 10 mm nederbörd.